# Ленинский (муниципальное образование)
Рабочий посёлок Ленинский — упразднённое муниципальное образование в Ленинском районе Тульской области.
Административный центр — посёлок городского типа Ленинский.

## История
Законом Тульской области от 29 мая 2014 года № 2116-ЗТО рабочий посёлок Ленинский был преобразован в сельский посёлок Ленинский, а муниципальное образование рабочий посёлок Ленинский было преобразовано из городского поселения в сельское поселение.
Законом Тульской области от 11 июня 2014 года № 2133-ЗТО 24 июня 2014 года были объединены все муниципальные образования Ленинского района — рабочие посёлки Ленинский и Плеханово, муниципальные образования Рождественское, Медвенское, Шатское, Ильинское, Иншинское, Фёдоровское, Хрущёвское и Обидимское — с муниципальным образованием город Тула.

## Населённые пункты
В состав поселения входили 2 населённых пункта:
- посёлок городского типа Ленинский
- посёлок Барсуки.